# Tram ATM serie 1500
Le vetture tranviarie serie 1500 dell'ATM (note anche come "vetture a carrelli" o "tram tipo 1928") sono una serie italiana di tram urbani in uso a Milano dall'anno 1928. A oggi sono i più antichi tram al mondo ad essere in servizio sulle linee urbane.

## Storia

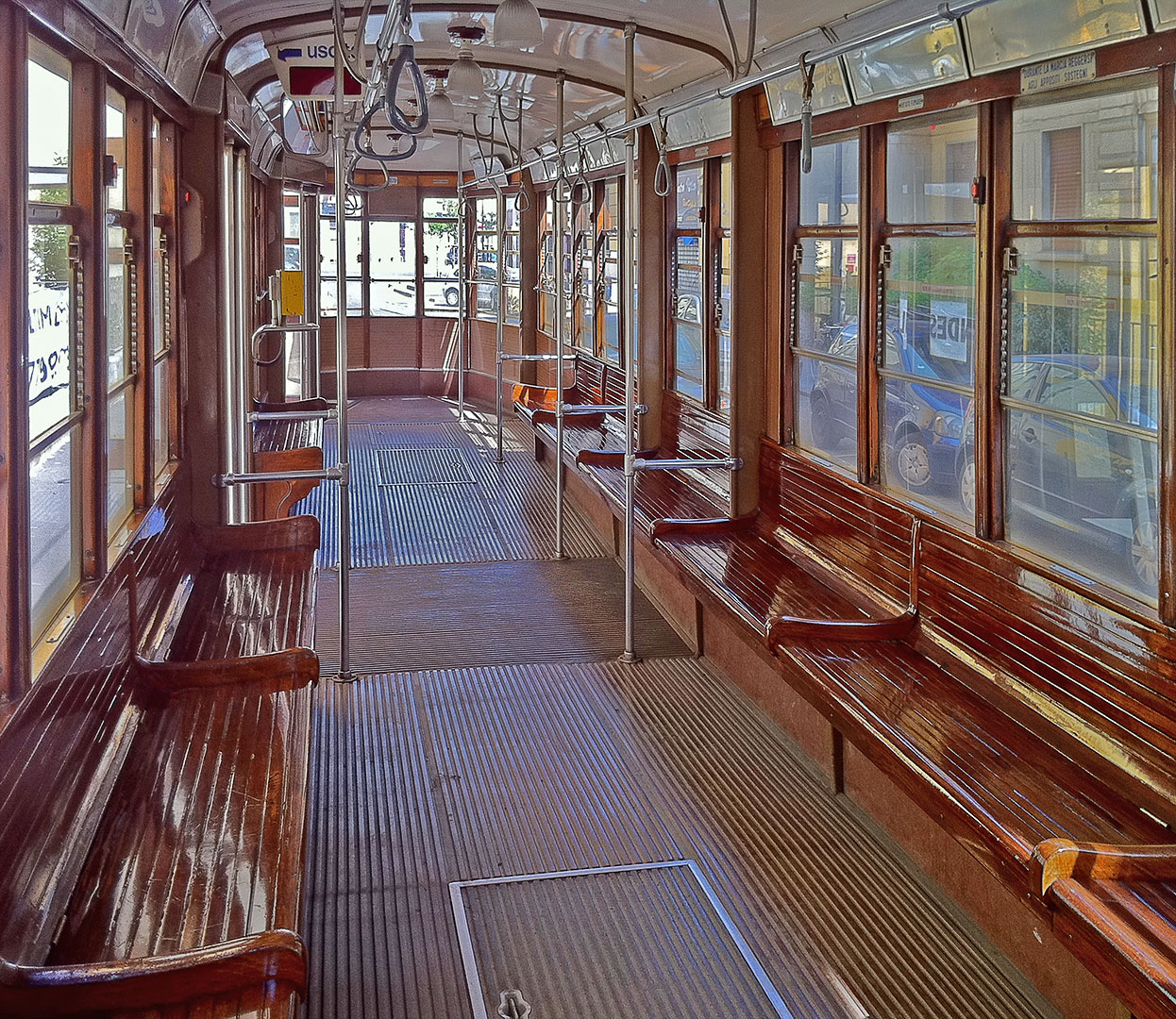
Interno di un tram Ventotto

La produzione in serie di cinquecento esemplari della Ventotto fu preceduta dalla costruzione di due prototipi immatricolati con il numero 1501 e 1502. I due prototipi, allora definiti campioni e allestiti in poco più di quattro mesi, compirono «fra la curiosità e la meraviglia dei passanti» la prima corsa in città il giorno 29 novembre 1927 sul percorso che dal deposito di via Messina portava a piazzale Fiume, via Manzoni, Foro Bonaparte e corso Sempione.
Nel giro di due anni (1929-1930) vennero realizzate altre 500 unità di serie, prendendo effettivo servizio dal 1929 con le numerazioni da 1503 a 2002. Originariamente a due porte, dal 1931 si decise di aggiungerne una terza (dapprima mezza-porta) per facilitare i flussi dei passeggeri e l'accesso al salottino fumatori in coda alla vettura. In quell'anno la postazione del bigliettaio, fino ad allora al centro del mezzo, venne spostata in prossimità della porta anteriore, per consentire il pagamento all'ingresso e rendere le vetture conformi con la nuova normativa sulla salita e discesa dai mezzi pubblici.
Durante i pesanti bombardamenti di Milano del 1943, molte unità furono danneggiate dagli incendi provocati dalle bombe lanciate dagli Alleati. La loro robusta ossatura, però, ne agevolò la ricostruzione senza troppi problemi al termine del conflitto mondiale, tutte eccetto la 1624, colpita in pieno da una bomba e andata irrimediabilmente perduta.
Nel periodo della ricostruzione, onde assolvere alla carenza di mezzi tranviari in circolazione ventiquattro unità ripresero il servizio temporaneamente come rimorchi, contrassegnati dalla cifra "0" apposta dinnanzi al numero di matricola (esempio, la vettura 1736 fu rinumerata 01736), mentre novantaquattro esemplari subirono modifiche meccaniche, venendo dotate di avviatore automatico TIBB tipo APN e in un secondo momento di ruote resilienti TIBB-SAGA e freno elettropneumatico, a tutto vantaggio di una migliore autonomia di esercizio e confort di marcia. 
Dagli anni settanta tutte le vetture abbandonarono la tradizionale livrea verde bitonale sostituita dall'arancio ministeriale, all'epoca divenuta d'obbligo per tutti i mezzi pubblici urbani d'Italia. Contestualmente si decise di abolire la figura del bigliettaio a bordo, con l'introduzione dell'agente unico, e l'eliminazione della tradizionale asta di captazione per l'energia elettrica, chiamata in milanese "perteghetta" (perte'gɛta); quest'ultima spesso vittima di scarrucolamenti che causavano l'arresto della corsa, gradualmente sostituita da un moderno pantografo, con modifiche terminate nel 1978 presso la linea 23; anno in cui peraltro si registrò la radiazione delle ultime unità con avviatore automatico APN.
Nel dicembre 2008 l'ATM avvia una progressiva ricolorazione delle Ventotto in una nuova livrea bitonale giallo-crema, come richiamo alla primissima livrea vestita dai prototipi e dalle primissime vetture costruite della serie. Negli anni successivi la livrea bitonale giallo-crema sarà applicata anche ad altri tram milanesi di produzione più moderna: i Sirietto di prima e seconda serie e le vetture serie 4600 e 4700.
Nel 2010 è cominciata la revisione generale dell'intera serie, che ha visto un rifacimento degli interni (risistemazione degli ambienti e della barriera di separazione fra il posto di guida e l'abitacolo) e delle finiture (montaggio di pannelli pubblicitari in simil legno e ricolorazione dei parafanghi in marrone, poi estesa anche alle vetture che stavano semplicemente ricevendo il semplice cambio di livrea). Alcune vetture adibite a servizi speciali, quali l'addestramento dei conducenti, hanno mantenuto la livrea arancio ministeriale.
Ad oggi le Ventotto a Milano sono utilizzate sulle linee 1, 5, 10, 19 e 33.

### Tabella di produzione
- Società Italiana Carminati & Toselli: 110 unità (dalla 1503 alla 1612);
- Società Italiana Ernesto Breda: 110 unità (dalla 1613 alla 1722);
- Officine Meccaniche di Reggio Emilia: 50 unità (dalla 1723 alla 1772);
- Officine Meccaniche: 110 unità (dalla 1773 alla 1882);
- Officine Elettroferroviarie Tallero: 110 unità (dalla 1883 alla 1992);
- Officine Meccaniche Lodigiane: 10 unità (1993-2002).

## Le Ventotto in Europa e nel mondo

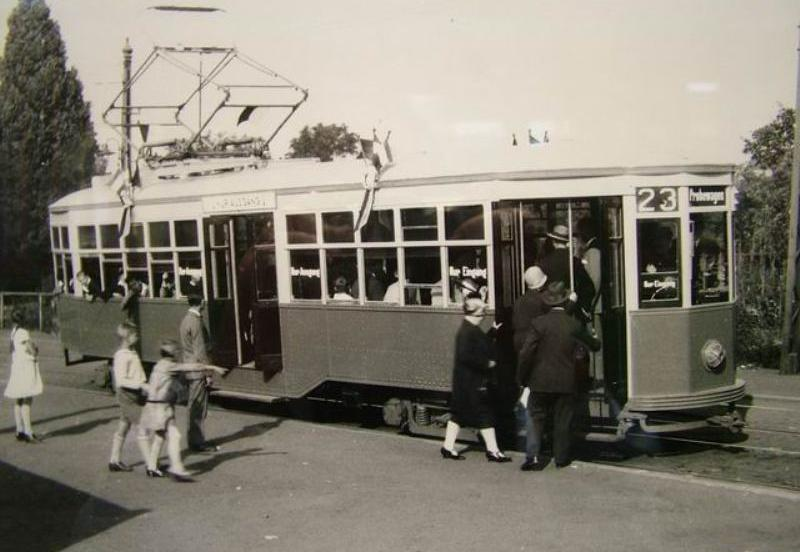
Una Ventotto esposta a Francoforte nel 1929

Nell'agosto 1929 un'unità prodotta dalla Breda venne venduta a Bruxelles. Entrò in servizio soltanto nel 1932, con la matricola 5001, adattata al differente interbinario della rete tranviaria di Bruxelles. Nel 1935 fu rivenduta alla città di Madrid, dove ricevette la matricola 1001, in un secondo momento mutata in 1000. Qui la vettura entrò in circolazione dopo aver subito ulteriori modifiche, come l'aggiunta della porta posteriore e il dimezzamento di quella anteriore. Nel 1959 fu utilizzata nelle riprese del cortometraggio Se vende un tranvía, dove figurò per l'occasione con la matricola 1080. Cessò infine il proprio servizio nell'ottobre 1965.
Nel luglio 1929, arrivò a Francoforte un'altra Ventotto, noleggiata per l'occasione per sei settimane in occasione del congresso dell'Unione Internazionale delle Ferrovie Locali e Tranvie (che si tenne in quel settembre). Anch'essa risultava essere stata prodotta dalla Breda; inoltre non presentava numerazione alcuna (pertanto risultava ancora di proprietà del costruttore), e sarebbe in seguito tornata a Milano prendendo regolare servizio presso l'ATM. La vettura era munita di pantografo prestato dalla STEL e vestiva già la nuova livrea biverde adottata a Milano a partire da quello stesso anno.
Nel settembre 2010 un'altra Ventotto, la 1503, è arrivata a Bruxelles, circolando per un breve periodo in occasione del 125º anniversario dell'UITP (Union Internationale des Transports Publics), per il quale si è tenuto un convegno dedicato, con tram ospitati da varie reti
.
Da alcuni decenni la fortuna di questi tram ormai quasi centenari non si limita alla sola Milano: alcune di queste vetture infatti prestano regolarmente servizio sulla linea F (Castro-Fisherman's Wharf) di San Francisco. Nel 1983 venne infatti organizzata dalla Camera di Commercio di San Francisco l'Historic Trolley Festival, una manifestazione in cui venivano esposti alcuni storici tram provenienti da tutto il mondo, in concomitanza con l'inaugurazione della nuova linea F. La vettura inviata da Milano, che riscosse particolare successo, venne al termine della manifestazione donata alla città di San Francisco e aprì la strada all'importazione di altre vetture, formando una flotta per la regolare circolazione nella città californiana.

## Elenco vetture

### Vetture particolari

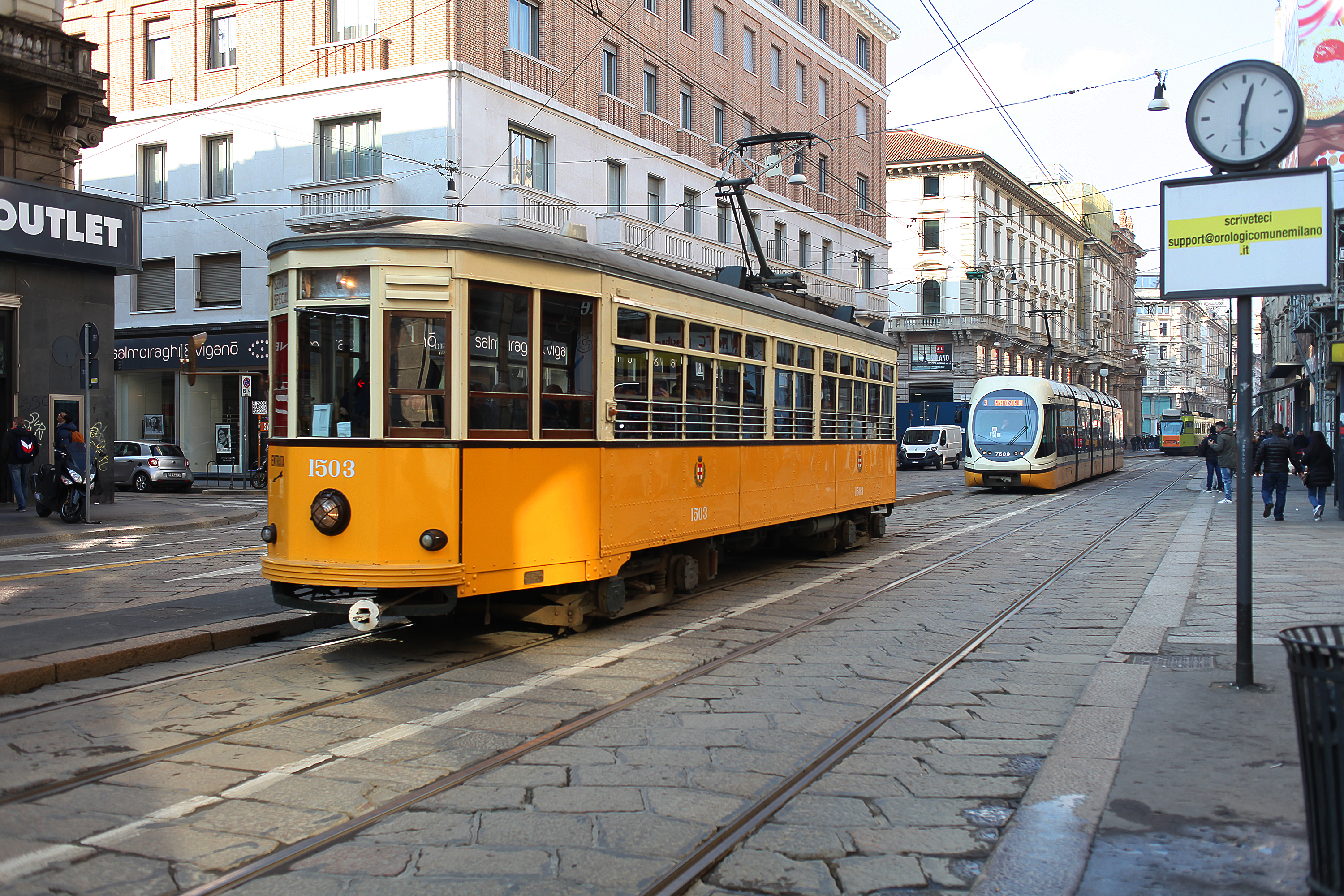
La vettura storica 1503 nel 2019

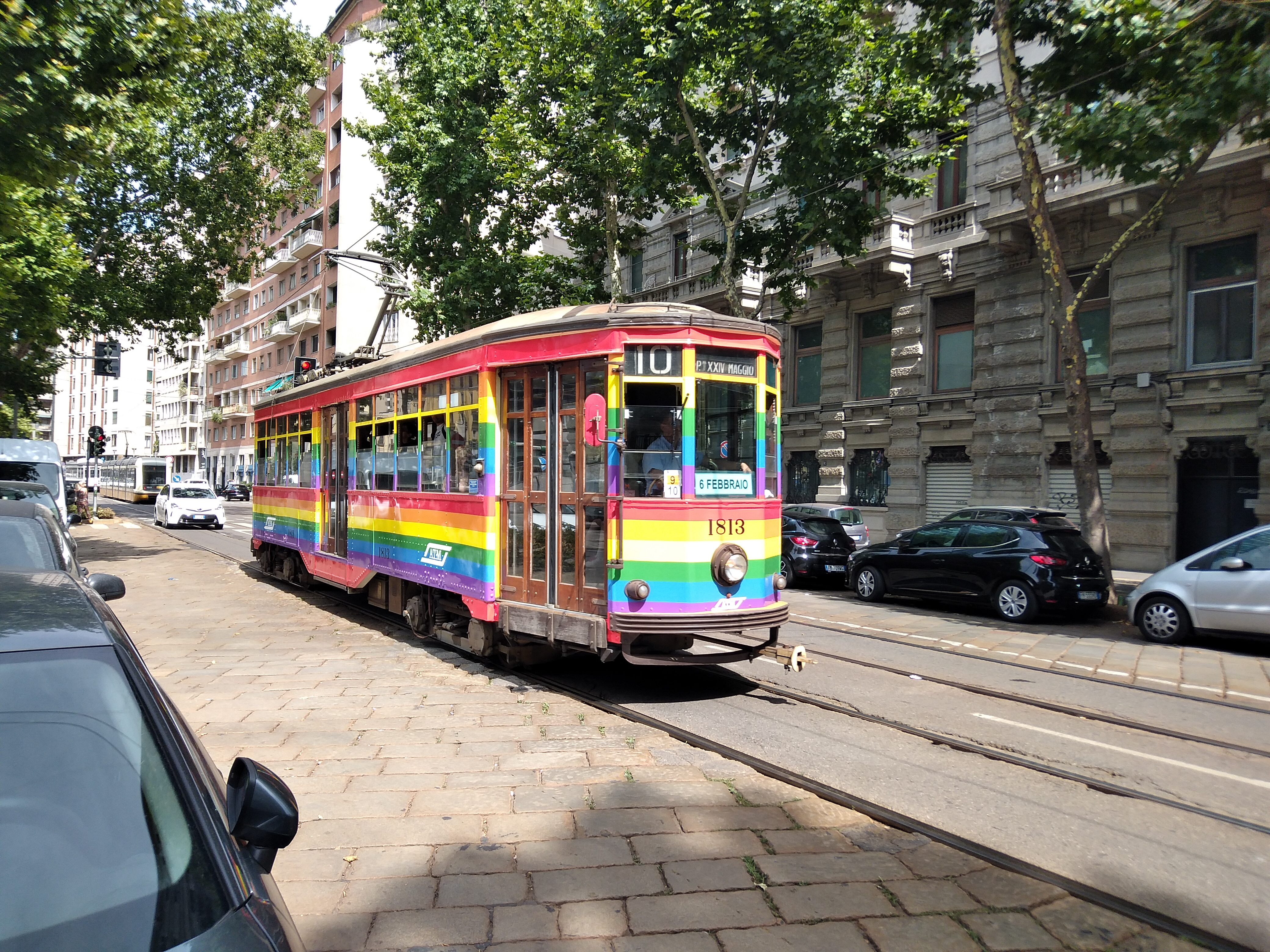
La 1813 sulla linea 10 di Milano, in livrea arcobaleno

- 1503, vettura storica, riportata allo stato d'origine "anno 1929" (livrea giallo-crema, due porte, assenza di paretina divisoria dietro il banco di manovra, scompartimento posteriore di prima classe con panche rivestite di velluto e banchetto del bigliettaio in posizione centrale) nelle officina generale Teodosio nel 1996. Assegnata dep. Baggio[9];
- 1552, vettura di servizio, in livrea arancio ministeriale, usata per addestramenti e traino di vetture guaste[10];
- 1699, vettura speciale, colorata in livrea rosso/blu nel 2001, impiegata per servizi speciali e scolastici (TraMito). Assegnata dep. Baggio[9];
- 1702, vettura speciale, colorata in livrea bianca nel 1984, impiegata per noleggi e servizi pubblicitari. Assegnata dep. Baggio[9];
- 1723, vettura speciale, riportata in livrea biverde nel gennaio 1994, impiegata per noleggi e servizi pubblicitari. In precedenza era utilizzata per giri turistici. Assegnata dep. Baggio;[9]
- 1736, vettura di servizio, in livrea arancio ministeriale, impiegata per traino di vetture guaste. Assegnata dep. Baggio[11];
- 1771, vettura di servizio, in livrea arancio ministeriale, impiegata per traino di vetture guaste[12];
- 1794, in livrea giallo-crema, impiegata per noleggi e servizi pubblicitari, scompartimento posteriore con panche rivestite di velluto. Assegnata dep. Baggio[9];
- 1796, unita alla 1973 nel 1984 per realizzare la vettura prototipo a due casse 4500 (II), accantonata a Precotto[13];
- 1813, in livrea arcobaleno dedicata al Milano Pride da giugno 2022, in servizio sulla linea 10 fino a ottobre 2024 e poi alternatamente sulle linee 1 e 10[14];
- 1822, vettura speciale, in livrea giallo-crema, impiegata per noleggi e servizi pubblicitari[N 2]. Assegnata dep. Baggio[9];
- 1830, in livrea arancio ministeriale, impiegata per noleggi e servizi pubblicitari. Assegnata dep. Baggio[9];
- 1847, vettura speciale, riportata in livrea biverde nell'ottobre 1995, impiegata per noleggi e servizi pubblicitari. Assegnata dep. Baggio[15];
- 1855, vettura ristorante, trasformata nel 2006 con chiusura della porta centrale e colorata in livrea verde scuro (ATMosfera 2). Assegnata dep. Baggio[16];
- 1880, in livrea bianca dedicata a Carla Fracci da giugno 2021, in servizio sulla linea 1[17];
- 1908, vettura accantonata a Precotto, precedentemente matricola 1502 (uno dei due prototipi[N 3]) di costruzione Carminati & Toselli;
- 1915, vettura di servizio, modificata per il traino dei Sirio guasti, assegnata a Precotto[13];
- 1927, vettura speciale, colorata dapprima in livrea rosso-azzurro dal 1983 al 1984, poi con i colori della bandiera inglese per Saiwa dal 1984 al 1986; infine in verde chiaro con decorazioni ecologiche dall'imperiale ai carrelli ideate da Peter Toepfer, il cui simbolo è Attilio, il tranviere milanese e impiegata per servizi scolastici. Accantonata a Famagosta, ripristinata nel 2010 come traino, accantonata presso il Deposito ATM Messina[18];
- 1949, vettura di servizio, dotata dei profili per le prove di ingombro dei Sirio[19];
- 1955, vettura di servizio, dotata di spazzaneve nel 1983 e pantografo sperimentale Rebosio, accantonata a Precotto[13];
- 1957, vettura speciale, colorata in livrea argento nel 1999 e impiegata per servizi scolastici (Scuolaintram). Assegnata dep. Baggio[20];
- 1966, vettura di servizio, dotata di asta di captazione, accantonata a Precotto fino al 2022[13];
- 1970, vettura ristorante, trasformata nel 2006 con chiusura della porta centrale e colorata in livrea verde scuro (ATMosfera 1). Assegnata dep. Baggio[16];
- 1973, unita alla 1796 nel 1984 per realizzare la vettura prototipo a due casse 4500 (II), accantonata a Precotto[13];
- 1980, in livrea arancio ministeriale, impiegata per noleggi e servizi pubblicitari. Assegnata dep. Baggio[9];

### Vetture rivendute in Italia
- 1522, a Milano, lungo il Naviglio della Martesana, utilizzata come bar, ricolorata in livrea giallo-crema[21];
- 1524, a Vigevano, Pavia, presso un privato, in livrea biverde (già preservata nel 1979 nell'oratorio della chiesa di San Giovanni Battista alla Creta, Milano, poi ridipinta in giallo e rosso, e in seguito trasferita nel 1987 a Rescaldina, Milano fino al 1999[22]), assieme alla 1941; è l'ultima vettura di serie sopravvissuta con avviatore APN[23];
- 1542, a Longone al Segrino, Como, solo la cassa[22]; demolita;
- 1565, a Milano, esposta dal 2024 al Museo Nazionale Scienza e Tecnologia Leonardo da Vinci, in livrea giallo-crema[24];
- 1575, a Cuveglio, Varese, monumentata a ricordo della tranvia della Valcuvia, ricolorata in livrea giallo-crema[25];
- 1667, a Somma Lombardo, Varese, presso il Museo Volandia, con la matricola 1717 e in livrea arancio ministeriale; precedentemente conservata al Museo dei trasporti Ogliari di Ranco, Varese[26];
- 1676, a Calcio, Bergamo, presso il parco comunale[22]; attualmente non più presente, forse demolita;
- 1731, a San Vincenzo, Livorno, presso l'Associazione Nobiscum dall'aprile 2001, ricolorata in livrea arancio ministeriale; precedentemente collocata presso lo scalo ferroviario[27];
- 1761, a Saronno, Varese, presso la Rotonda Lazzaroni; attualmente non più presente, forse demolita;
- 1768, a Mesenzana, Varese, presso un supermercato, attualmente non presente.
- 1849, a Pavia, presso il Museo della Tecnica Elettrica, in livrea arancio ministeriale[28];
- 1904, a Monza, dal 1985 presso l'Associazione Sportiva Amici dell'Autodromo, ricolorata in livrea bianco-rossa[29];
- 1933, a Secugnago, Lodi, lungo la Strada Statale Emilia in un vivaio, solo la cassa[30];
- 1938, a Castelletto Ticino, Novara, presso il Gottard Park; solo la parte anteriore. Esposta in piazza Duomo con un presepe per le festività natalizie del 1995, riportando l'anno 1995 al posto della matricola[31]; demolita dopo che le è caduto un albero addosso.
- 1941, a Vigevano, Pavia, presso un privato, in livrea arancio ministeriale, assieme alla 1524[23];
- 1998, a Cologno Monzese, Milano, presso un concessionario all'uscita dalla Tangenziale; attualmente non più presente.

### Vetture rivendute all'estero

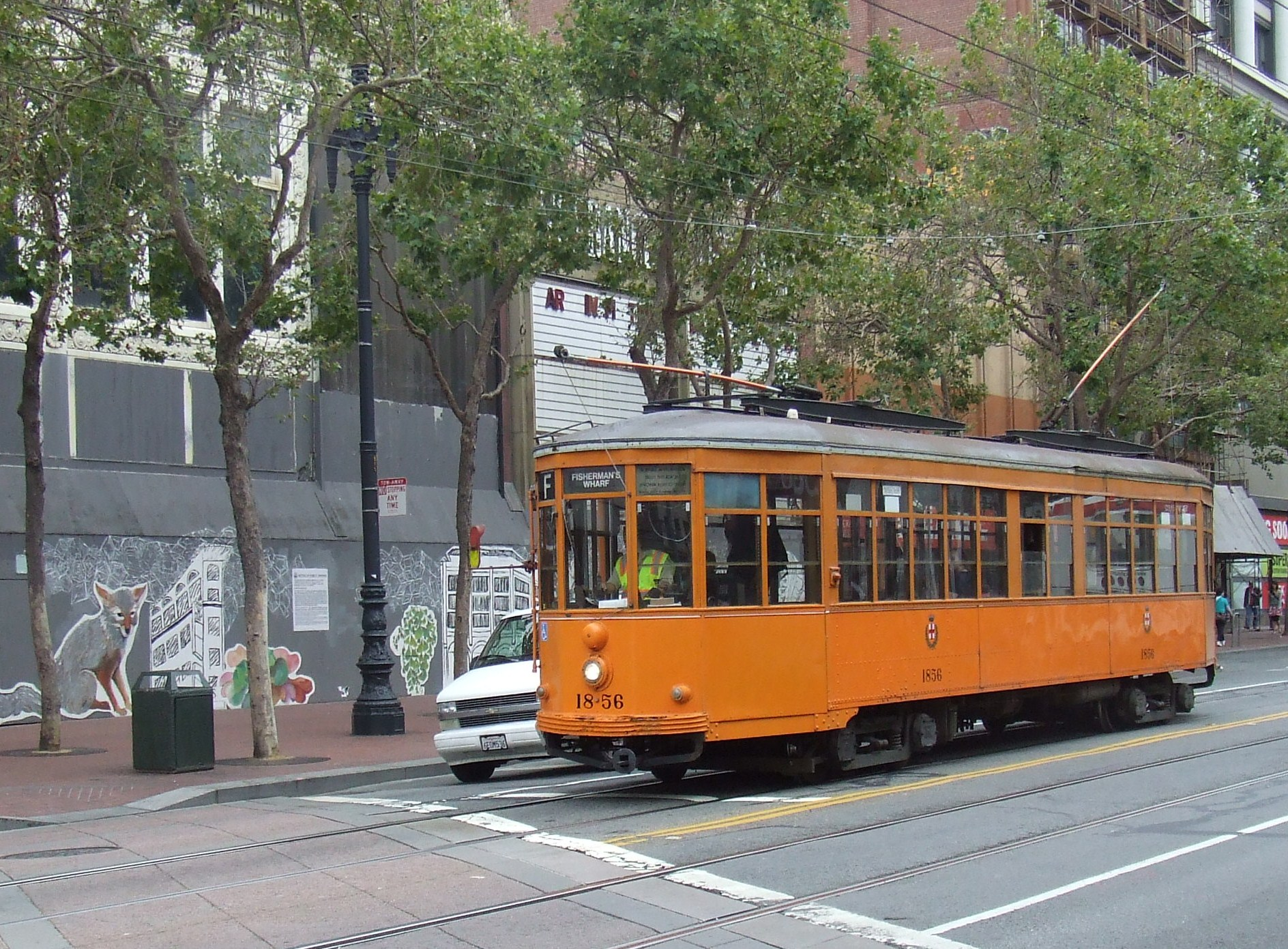
La 1856 (ex 1556) in uso sulla linea F di San Francisco, in livrea arancio ministeriale

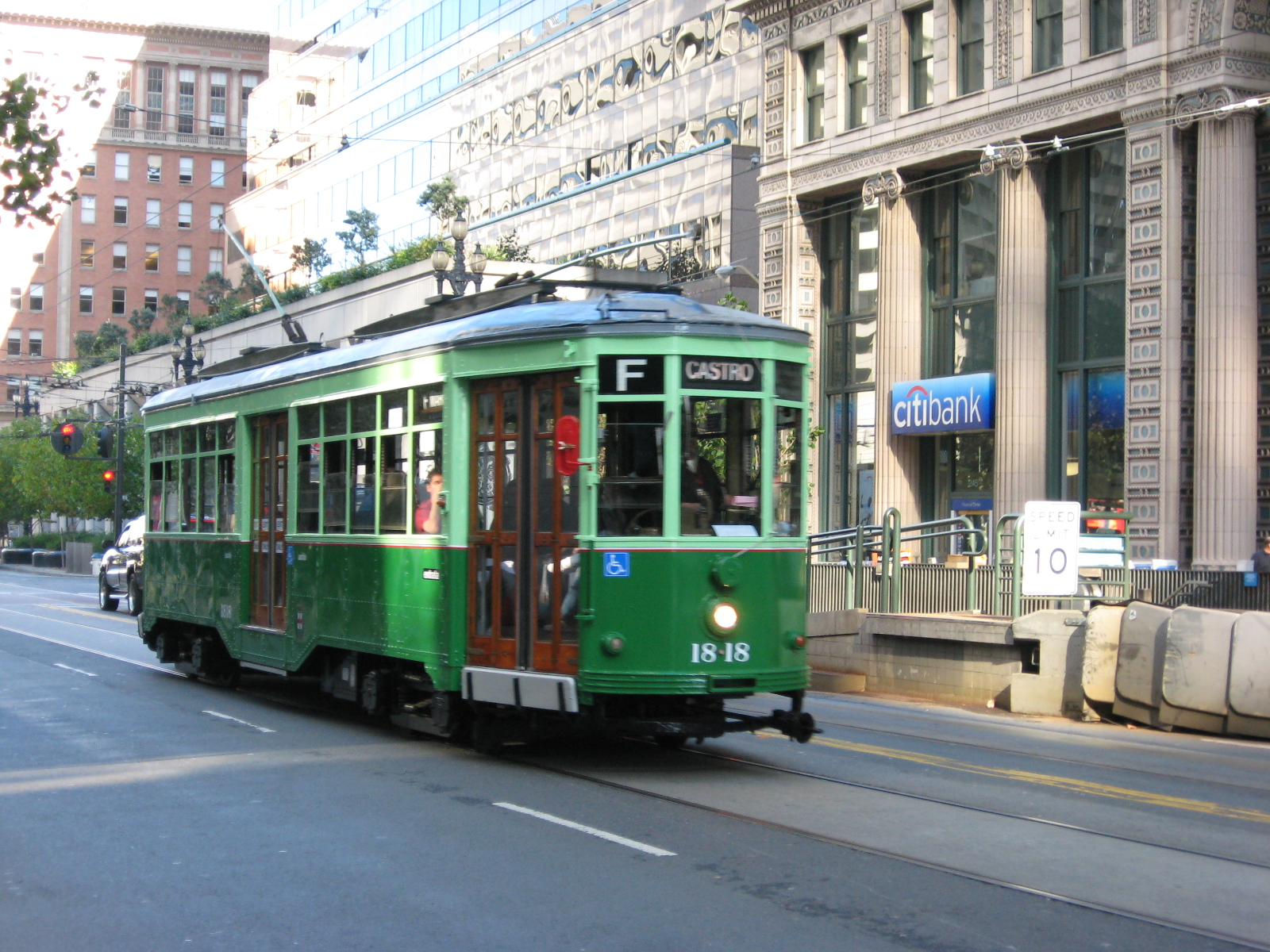
La 1818 in uso sulla linea F di San Francisco, in livrea verde

- 1532, presso lo stabilimento Gomaco in attesa di restauro;
- 1612, a Kōchi, Giappone dal settembre 1994, non in servizio (demolita nel 2006);
- 1640, presso lo stabilimento Gomaco in attesa di restauro;
- 1692, a Melbourne, Australia trasformata in bidirezionale[32];
- 1811, a Saint Louis, Missouri con la matricola 1352, ridipinta in livrea rosso e bianco e con l'asta di captazione ripristinata[33];
- 1906, a Saint Louis, Missouri con la matricola 1351, ridipinta in livrea rossa e bianca e con l'asta di captazione ripristinata[33];
- 1943, a San Jose, California, utilizzata per rendere bidirezionale la 2001[34];
- 1945, a Mount Pleasant, Iowa dal 2002, colorata in rossa e bianca e con l'asta di captazione ripristinata; precedentemente monumentata all'ingresso della Gomaco[35];
- 1996, presso lo stabilimento Gomaco in attesa di restauro;
- 2001, a San Jose, California, resa bidirezionale a spese della 1943 e ricolorata in biverde[34].

#### San Francisco, California
- 1507, con la matricola 1807, ridipinta in livrea giallo-crema[8];
- 1515, con la matricola 1815, in livrea arancio ministeriale[8];
- 1556, con la matricola 1856, in livrea arancio ministeriale[8];
- 1588, con la matricola 1888, ridipinta in livrea biverde[8];
- 1793, con la matricola 1893, in livrea arancio ministeriale[8];
- 1795, con la matricola 1895, in livrea arancio ministeriale[36];
- 1814, ridipinta in livrea biverde[8];
- 1818, ridipinta (2007) in livrea biverde[37];
- 1834, in livrea arancio ministeriale, usata solo per l'addestramento conducenti[8];
- 1859, in livrea arancio ministeriale[8];
- 1911, con la matricola 1811, ridipinta in livrea giallo-crema[8];

## Galleria d'immagini

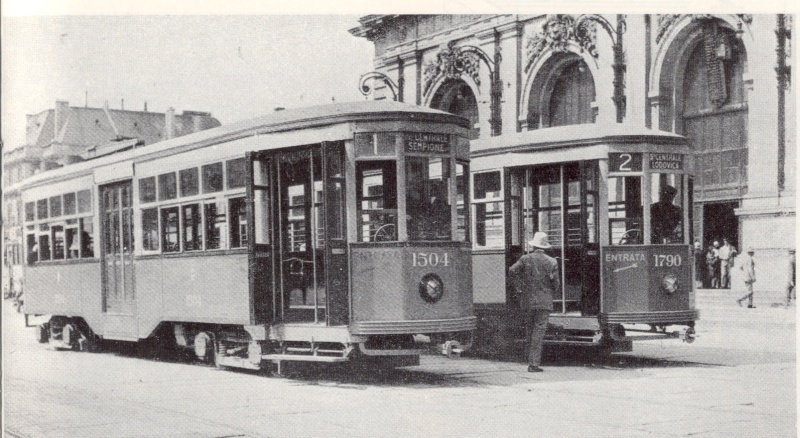
La 1504 in livrea giallo-crema, affiancata alla 1790 in livrea verde bitonale, davanti alla vecchia Stazione Centrale nel 1929
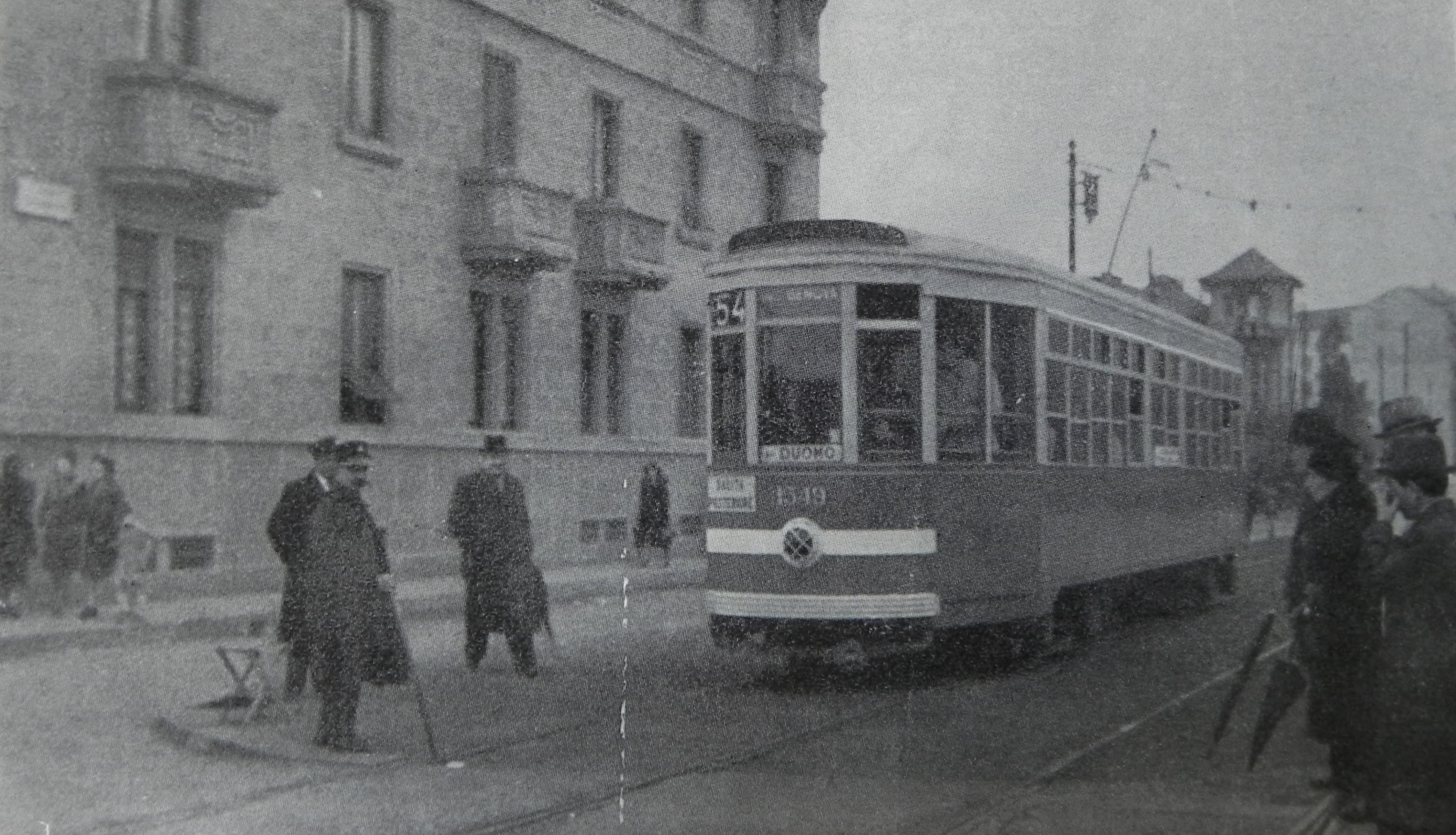
La 1549 in viale Cassiodoro durante la guerra
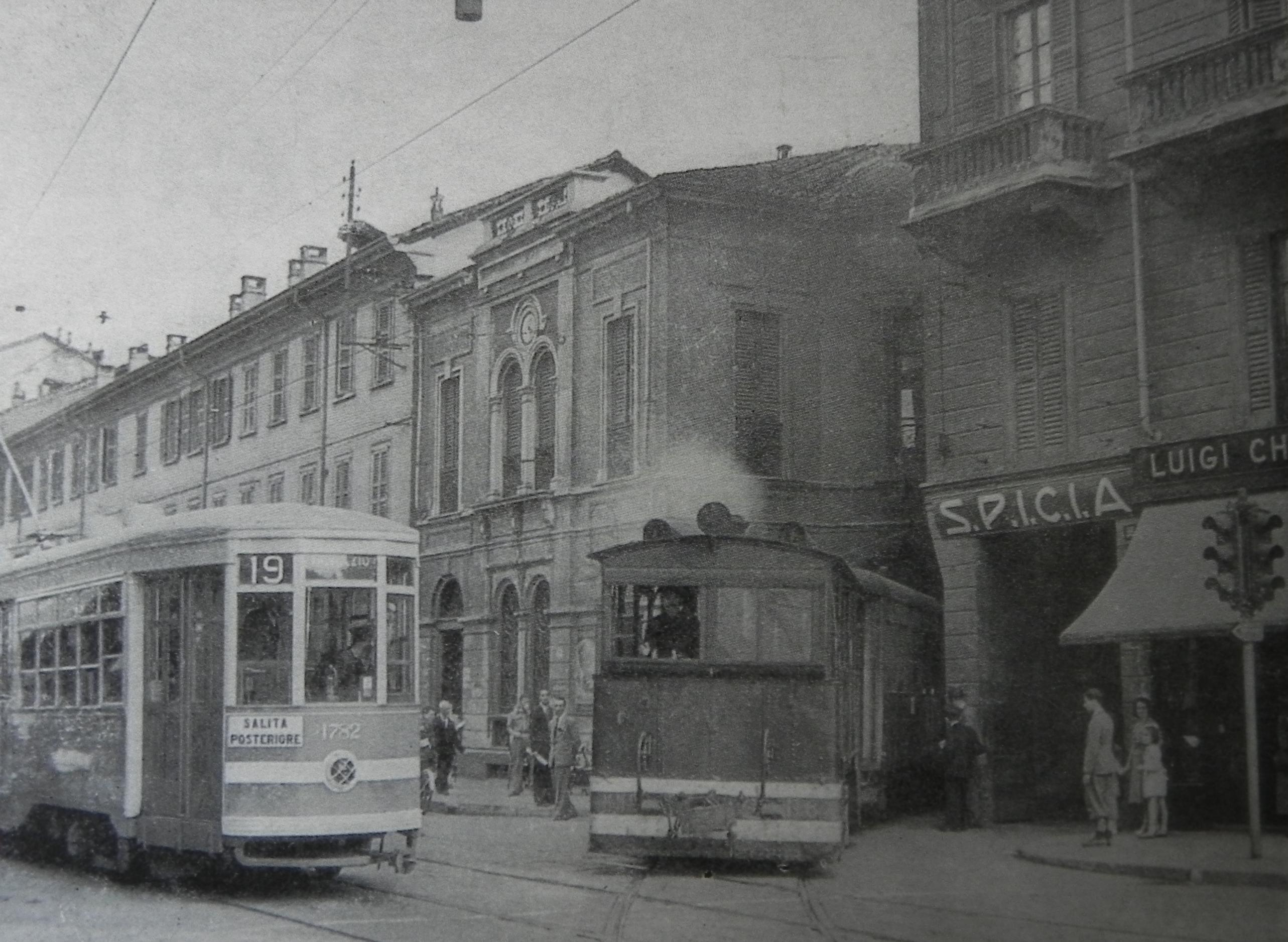
La 1782 incrocia un Gamba de Legn in corso Vercelli
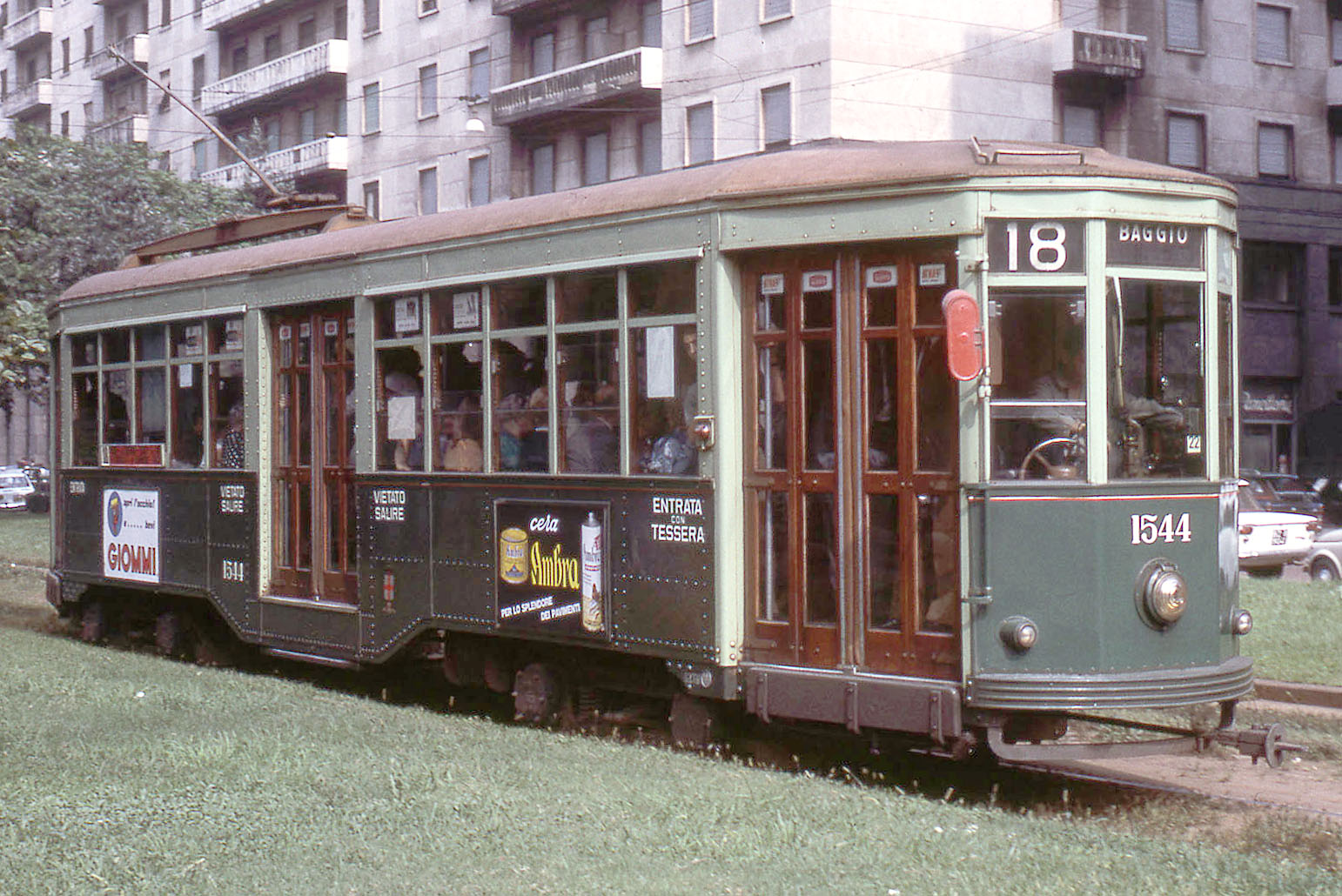
La 1544 in livrea verde bitonale
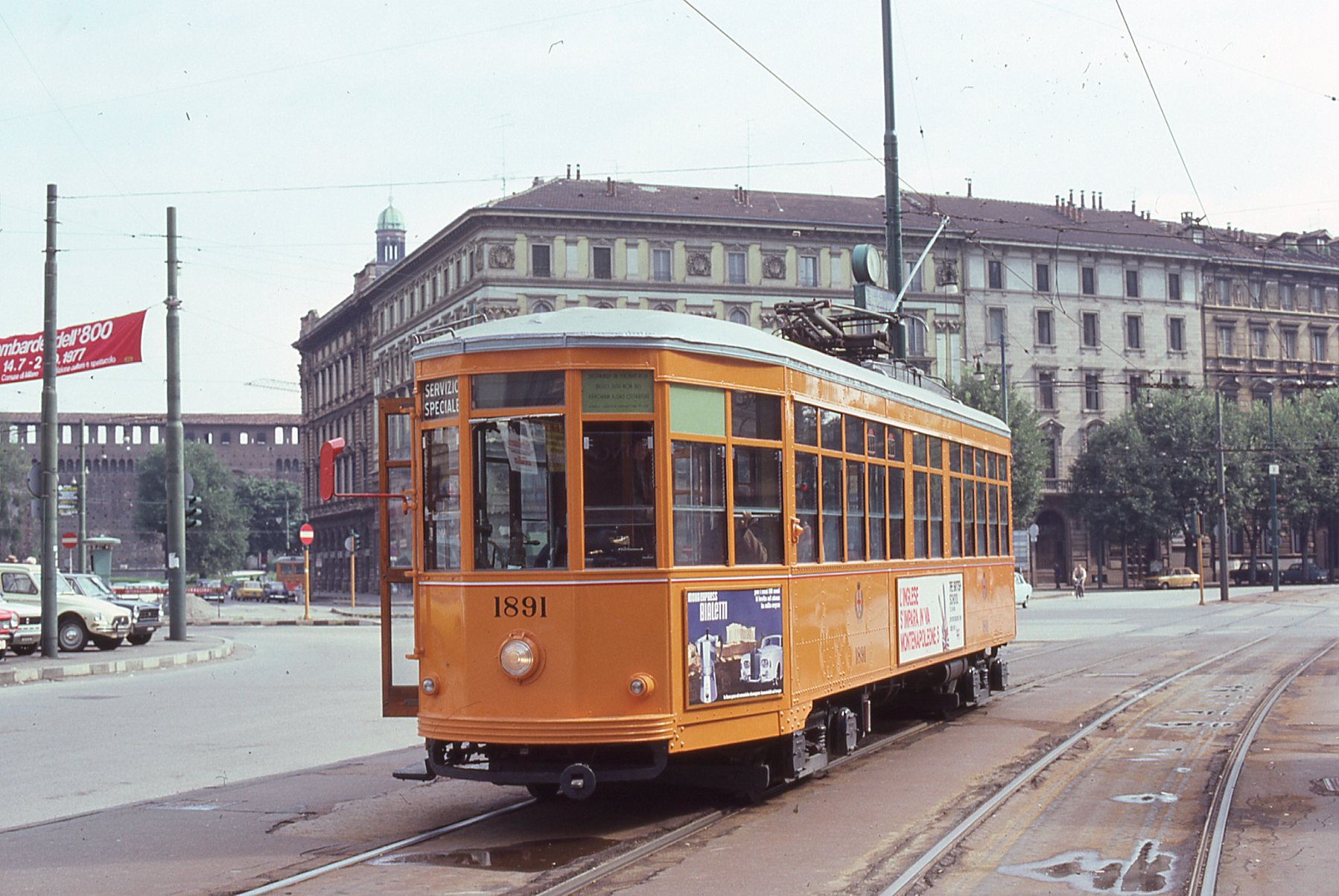
La 1891 in piazzale Cadorna nel 1977: sul tetto si nota la compresenza di pantografo e asta di captazione
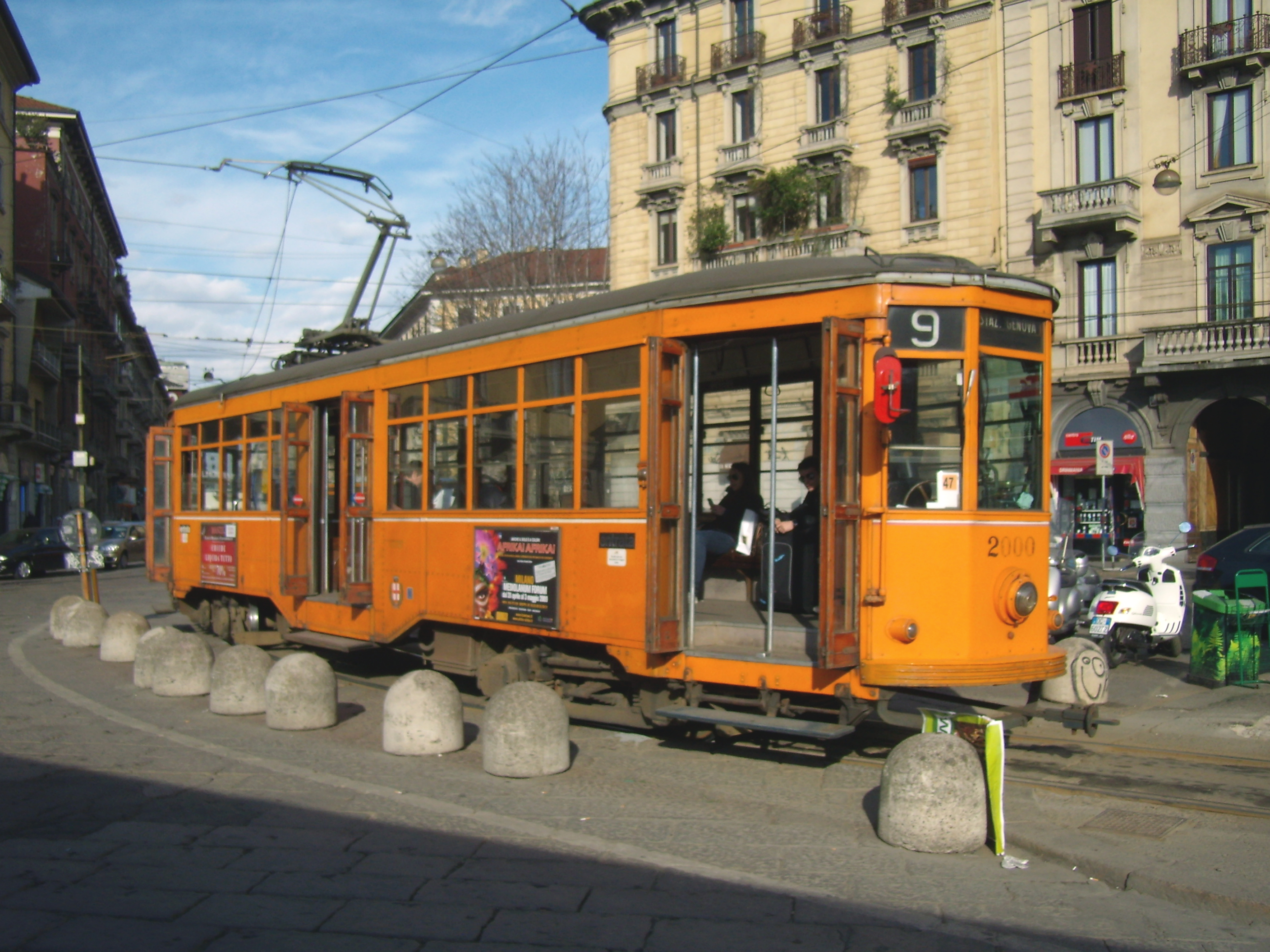
La vettura 2000 in livrea arancio ministeriale, introdotta all’inizio degli anni settanta
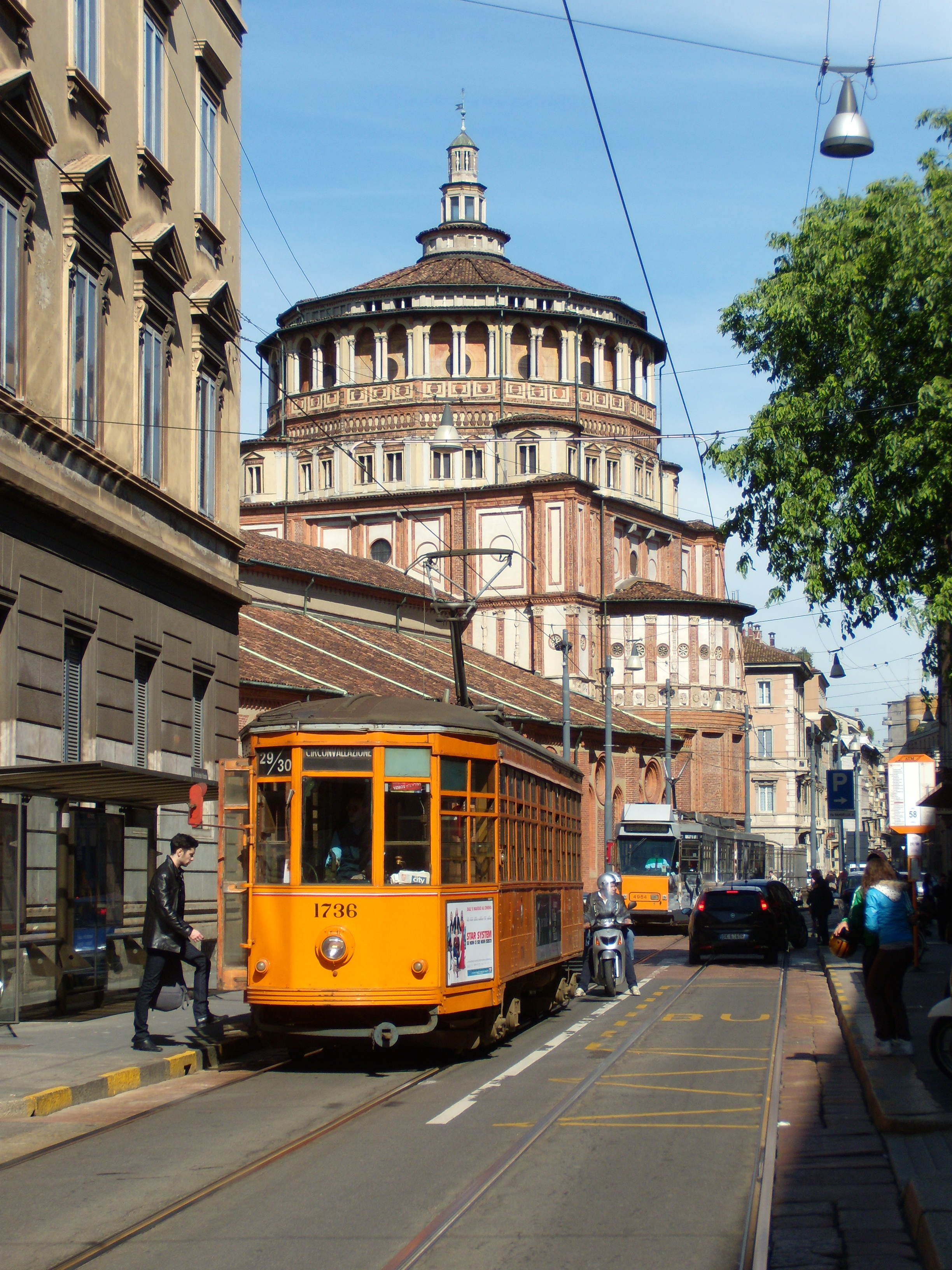
La 1736 nei pressi di Santa Maria delle Grazie
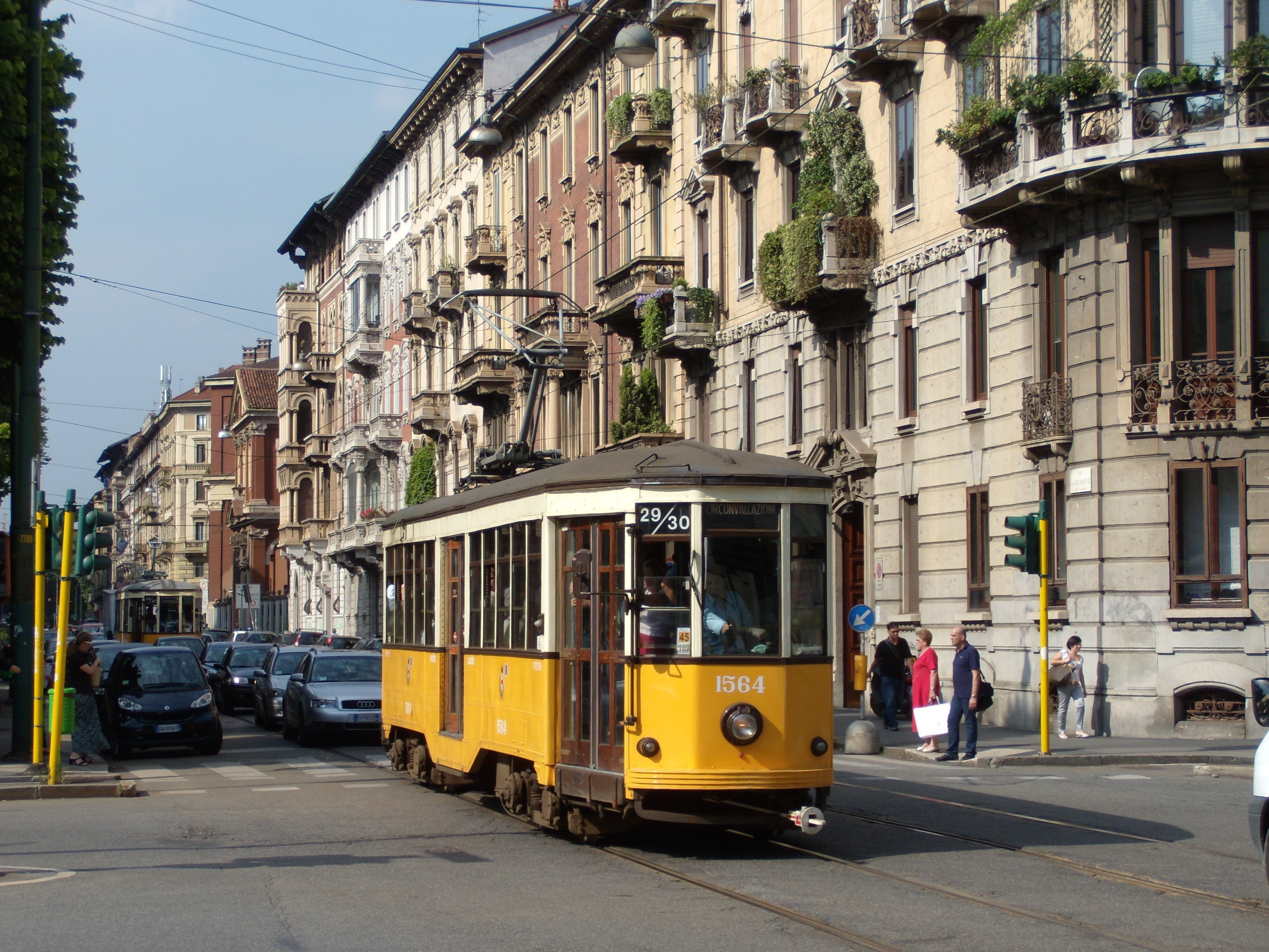
Due Ventotto in servizio sul 29/30 (ex circonvallazione interna)
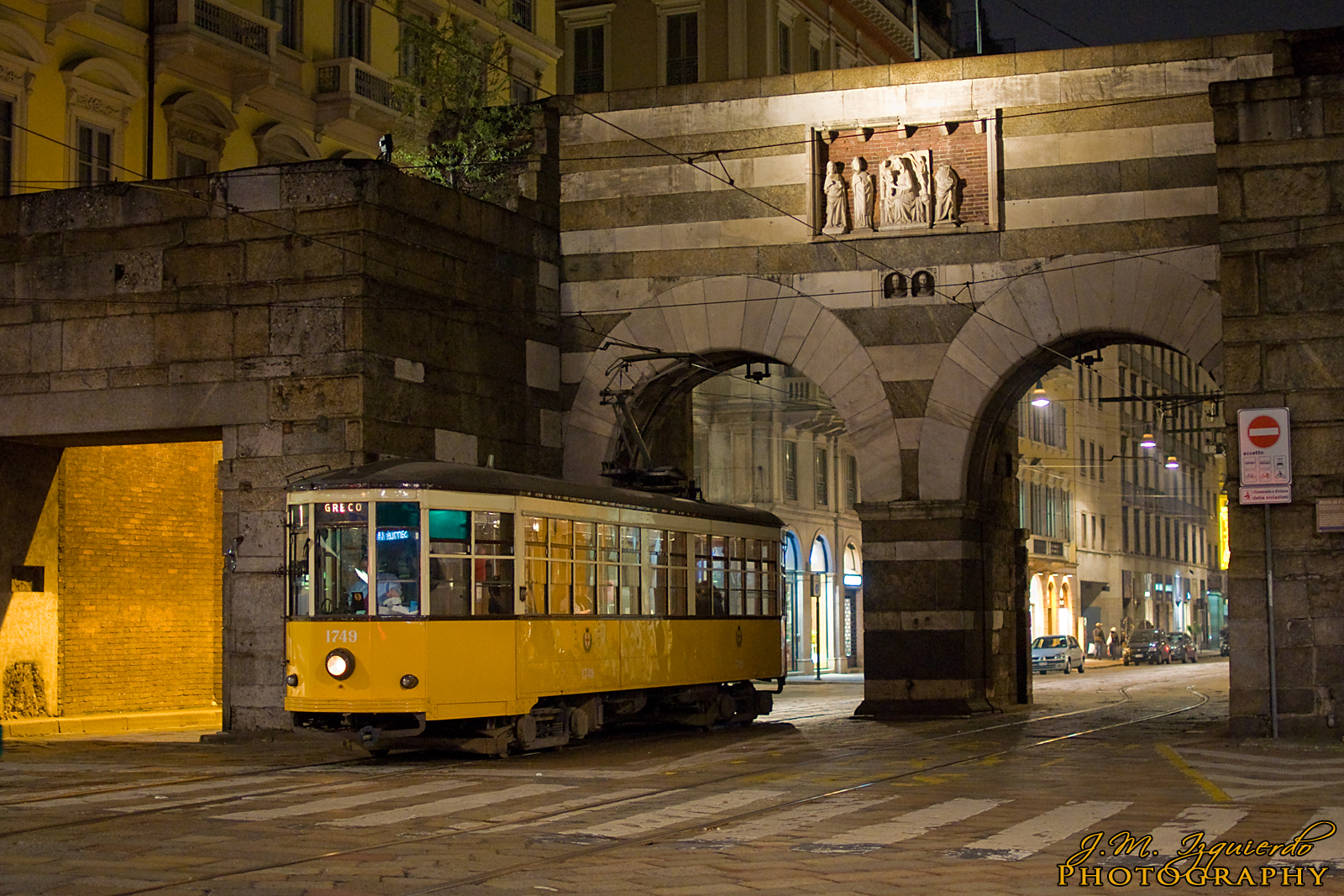
La 1749 agli Archi di Porta Nuova
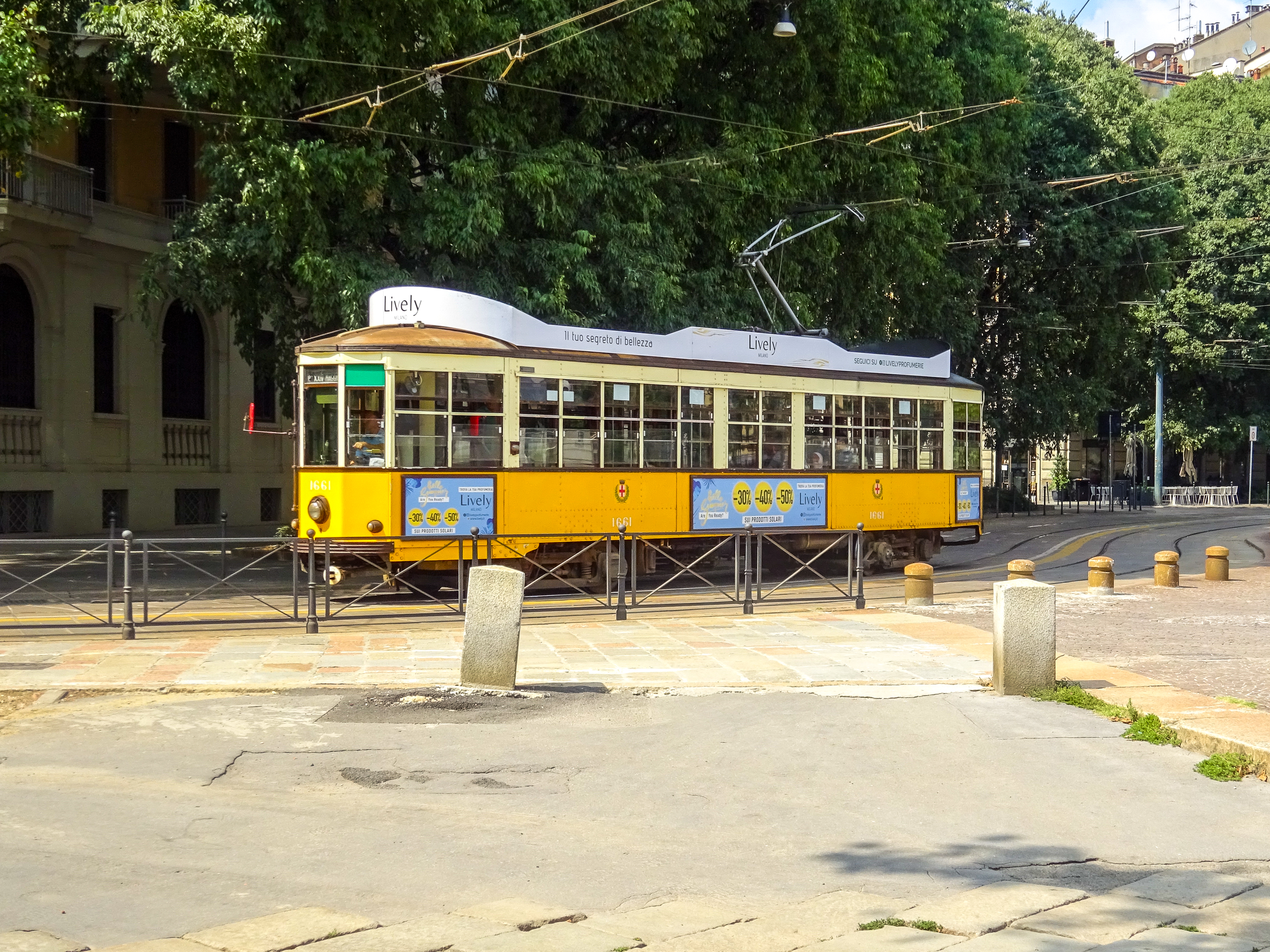
La 1661 in piazza Sempione nel 2019
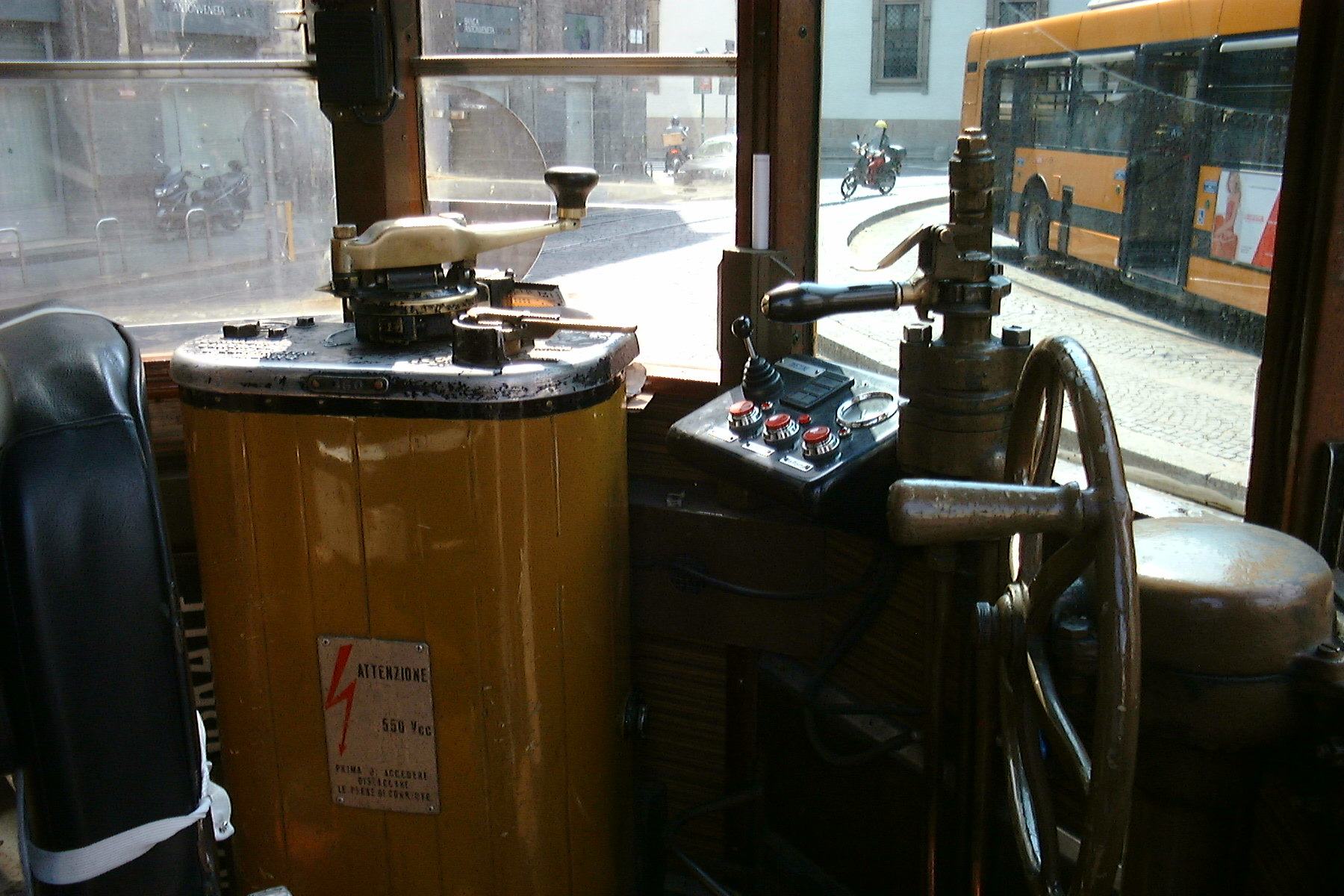
Il banco di manovra

### Annotazioni
1. ↑  Erroneamente molti confondono questa vettura con la 1501 prototipo, che era stata invece realizzata dalla Carminati e Toselli.
2. ↑  Originariamente, da settembre 2012 al 2015, in sostituzione della 1702, che era stata temporaneamente accantonata.
3. ↑  Scoperta fatta nel 2002.

### Fonti
1. ↑  D'Alò, 1929, p. 417.
2. ↑   Tram storici, su atmservizi.it. URL consultato l'11 novembre 2024 (archiviato dall'url originale il 23 dicembre 2011).
3. ↑   Prosegue il rinnovo della flotta Atm: nuovi mezzi e recupero delle vetture storiche, su atm-mi.it. URL consultato l'11 novembre 2024 (archiviato dall'url originale il 9 settembre 2017).
4. ↑   Se vende un tranvía de Madrid que circuló en línea 137, su historias-matritenses.blogspot.it. URL consultato l'11 novembre 2024 (archiviato il 5 giugno 2016).
5. ↑  Guido Boreani, Un tram che si chiama Milano, Cortona, Calosci, 1995.
6. ↑   Join us in celebrating the 125th anniversary of your association!, su uitp.org. URL consultato l'11 novembre 2024 (archiviato dall'url originale il 23 gennaio 2013).
7. ↑   jazzcool, International vintage tram parade in Brussels/Bruxelles (2010) Straßenbahn - Villamosparádé, 24 gennaio 2013. URL consultato il 26 agosto 2016.
8. 1 2 3 4 5 6 7 8 9 10   Historic Streetcars in San Francisco, 1811, su streetcar.org. URL consultato l'11 novembre 2024 (archiviato il 21 maggio 2024).
9. 1 2 3 4 5 6 7 8   Tram storici, su atm.it. URL consultato il 12 novembre 2024 (archiviato il 23 febbraio 2024).
10. ↑   ATM 1552, su passionetrasporti.com. URL consultato il 12 novembre 2024 (archiviato il 27 marzo 2023).
11. ↑   ATM 1736, su passionetrasporti.com. URL consultato il 12 novembre 2024 (archiviato il 28 maggio 2023).
12. ↑   ATM 1771, su passionetrasporti.com. URL consultato il 12 novembre 2024 (archiviato il 1º giugno 2023).
13. 1 2 3 4 5   Photorail - Info ATM (tram urbani di Milano), su smf.photorail.com. URL consultato il 18 novembre 2024 (archiviato dall'url originale il 3 giugno 2016).
14. ↑   Pride Milano 2022, un tram arcobaleno arriva in città: l’annuncio del sindaco Beppe Sala, su milano.corriere.it. URL consultato l'11 novembre 2024 (archiviato il 21 giugno 2022).
15. ↑   ATM 1723 & 1847, su passionetrasporti.com. URL consultato il 12 novembre 2024 (archiviato il 6 giugno 2023).
16. 1 2   ATM 1855 & 1970, su passionetrasporti.com. URL consultato il 12 novembre 2024 (archiviato il 27 marzo 2023).
17. ↑   Un tram bianco per ricordare Carla Fracci, su wired.it. URL consultato l'11 novembre 2024 (archiviato il 9 giugno 2021).
18. ↑   ATM 1927, su passionetrasporti.com. URL consultato il 12 novembre 2024 (archiviato il 28 maggio 2023).
19. ↑   ATM 1949, su passionetrasporti.com. URL consultato il 12 novembre 2024 (archiviato il 28 maggio 2023).
20. ↑   ATM 1957, su passionetrasporti.com. URL consultato il 12 novembre 2024 (archiviato il 29 gennaio 2023).
21. ↑   ATM 1522, su passionetrasporti.com. URL consultato il 12 novembre 2024 (archiviato il 20 marzo 2023).
22. 1 2 3   Un salvataggio del tram storico di Milano (PDF), su passionetrasporti.com. URL consultato il 25 marzo 2025 (archiviato il 13 novembre 2024).
23. 1 2   ATM 1524 & 1941, su passionetrasporti.com. URL consultato il 12 novembre 2024 (archiviato il 29 gennaio 2023).
24. ↑   Il tram Carrelli diventa un pezzo da museo: il trasporto eccezionale del mezzo storico per le vie di Milano, su milano.repubblica.it. URL consultato l'11 novembre 2024 (archiviato l'8 gennaio 2024).
25. ↑   ATM 1575, su passionetrasporti.com. URL consultato il 12 novembre 2024 (archiviato il 20 marzo 2023).
26. ↑   ATM 1717, su passionetrasporti.com. URL consultato il 12 novembre 2024 (archiviato il 28 maggio 2023).
27. ↑   ATM 1731, su passionetrasporti.com. URL consultato il 12 novembre 2024 (archiviato il 28 marzo 2023).
28. ↑   Foto 1849 (JPG), su tplitalia.it. URL consultato il 12 novembre 2024.
29. ↑   ATM 1904, su passionetrasporti.com. URL consultato il 12 novembre 2024 (archiviato il 3 dicembre 2022).
30. ↑   Foto 1933, su flickr.com. URL consultato il 24 marzo 2025 (archiviato dall'url originale il 24 marzo 2025).
31. ↑   Foto 1938 (JPG), su museogottardpark.it. URL consultato l'11 novembre 2024 (archiviato dall'url originale il 23 giugno 2015).
32. ↑   Foto 1692 (JPG), su westonlangford.com. URL consultato l'11 novembre 2024 (archiviato dall'url originale il 2 maggio 2014).
33. 1 2   Trolley contruction - St. Louis, Missouri, su gomacotrolley.com. URL consultato il 15 novembre 2024 (archiviato il 24 maggio 2016).
34. 1 2   APTA Streetcar and Heritage Trolley Site (JPG), su heritagetrolley.org. URL consultato il 15 novembre 2024 (archiviato il 26 agosto 2012).
35. ↑   Gomaco Trolleys in Mount Pleasant, Iowa, su gomacotrolley.com. URL consultato il 15 novembre 2024 (archiviato il 13 giugno 2021).
36. ↑   Historic Streetcars in San Francisco, 1895, su streetcar.org. URL consultato l'11 novembre 2024 (archiviato il 9 ottobre 2024).
37. ↑   Historic Streetcars in San Francisco, 1818, su streetcar.org. URL consultato l'11 novembre 2024 (archiviato il 18 luglio 2024).